# Ctenus taperae
Ctenus taperae är en spindelart som beskrevs av Cândido Firmino de Mello-Leitão 1936. 
Ctenus taperae ingår i släktet Ctenus och familjen Ctenidae. Inga underarter finns listade i Catalogue of Life.